# Borja Herrera
Borja Herrera González (Las Palmas de Gran Canaria, España, 8 de enero de 1993), conocido como Borja Herrera, es un futbolista español que juega como defensa en el F. C. Goa de la Superliga de India.

## Trayectoria
Formado en la A. D. Huracán de su ciudad natal, pasó por el Unión Viera y por el C. D. Tudelano, hasta que en 2014 se incorporó Las Palmas Atlético, entonces en Segunda B. Tras descender esa temporada, en la temporada 2016-17, el futbolista fue uno de los más destacados en el equipo filial que logró el ascenso a la Segunda división B.
En verano de 2017, la U. D. Las Palmas hace oficial que el lateral, tendría dorsal asignado y sería, por lo tanto, una de la caras nuevas del conjunto amarillo para el curso 2017-18 en la Liga Santander. Su debut en Primera se produjo el 24 de septiembre de 2017 en la sexta jornada, partiendo como titular ante el C. D. Leganés en el Gran Canaria.
El 25 de enero de 2018 fue cedido al Real Valladolid de la Segunda División de España hasta el final de la temporada. El 31 de julio de 2018 fichó por el Reus Deportiu para las siguientes tres temporadas. El 25 de enero de 2019 rescindió el contrato que lo unía al club catalán debido a la quiebra económica del mismo que obligó a dar la carta de libertad a gran parte de la plantilla.
El 26 de enero de 2019 el Albacete Balompié lo incorporó a su plantilla hasta junio de 2020. Finalmente solo estuvo media temporada ya que en julio se marchó al Maccabi Netanya israelí. Rescindido su contrato con el equipo israelí, en agosto de 2020 y estuvo sin equipo desde diciembre de 2019 cuando se incorporó al F. C. Andorra.
Tras un año dejó el club andorrano y se fue al Unionistas de Salamanca en Primera División RFEF. Allí estuvo media temporada, marchándose en enero de 2022 para volver a su ciudad natal fichando por la U. D. Tamaraceite.
Para la temporada 2022-23 optó por volver a salir a jugar fuera de España, marchándose a la Superliga de India después de firmar por el Hyderabad F. C., donde iba a volver a ser dirigido por Manolo Márquez. La campaña siguiente la inició en el East Bengal F. C. y la terminó en el F. C. Goa al que llegó cedido a finales de enero.

## Clubes
| Club                           | País    | Año       |
| ------------------------------ | ------- | --------- |
| C. D. Tudelano                 | España  | 2013-2014 |
| Las Palmas Atlético            | España  | 2014-2017 |
| U. D. Las Palmas               | España  | 2017-2018 |
| Real Valladolid C. F. (cesión) | España  | 2018      |
| C. F. Reus Deportiu            | España  | 2018-2019 |
| Albacete Balompié              | España  | 2019      |
| Maccabi Netanya F. C.          | Israel  | 2019      |
| F. C. Andorra                  | Andorra | 2020-2021 |
| Unionistas de Salamanca        | España  | 2021-2022 |
| U. D. Tamaraceite              | España  | 2022      |
| Hyderabad F. C.                | India   | 2022-2023 |
| East Bengal F. C.              | India   | 2023-     |
| F. C. Goa (cesión)             | India   | 2024-     |